# Strategiczna gra turowa

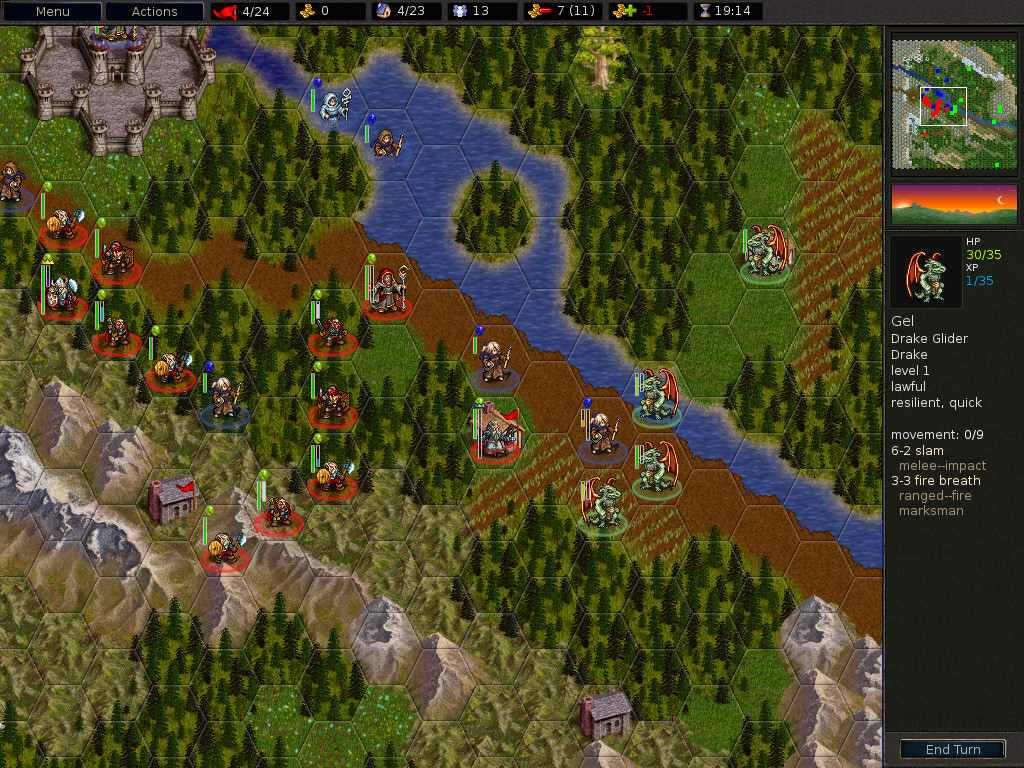
Ekran strategicznej gry turowej Battle for Wesnoth

Strategiczne gry turowe (ang. turn-based strategy, w skrócie TBS) – rozgrywany w turach podgatunek planszowych i komputerowych gier strategicznych.

## Cechy gatunku
Strategiczne gry turowe rozgrywane są w umownych jednostkach chronologicznych, zwanych turami (turns). Każdy gracz może w swojej turze przemieszczać swoje jednostki (w zależności od określonych współczynników, np. ilości punktów ruchu), rozgrywać bitwy czy ulepszać fortyfikacje. Zwykle po upływie określonego czasu, wyczerpaniu wszystkich możliwości działania lub świadomej rezygnacji gracza z dalszych akcji inicjatywę przejmuje przeciwnik.
Gry strategiczne rozgrywane w turach są najbliższe planszowym grom strategicznym, takim jak szachy lub go, a także tradycyjnym grom fabularnym. Podgatunkiem strategicznych gier turowych są taktyczne gry fabularne (również odbywające się w turach), spokrewnione z nimi są również gry fabularne w odmianie jRPG. Strategie turowe w odróżnieniu od strategicznych gier czasu rzeczywistego dają graczowi czas na dłuższe zastanowienie się nad dalszymi posunięciami.